# Byttneria brasiliensis
Byttneria brasiliensis là một loài thực vật có hoa trong họ Cẩm quỳ. Loài này được Spreng. mô tả khoa học đầu tiên năm 1825.